# Новосёлки (Бусская городская община)
Новосёлки (укр. Новосілки) — село в Бусской городской общине Золочевского района Львовской области Украины.
Население по переписи 2001 года составляло 519 человек. Занимает площадь 3,042 км². Почтовый индекс — 80544. Телефонный код — 3264.

## Известные уроженцы и жители
- Умер Шашкевич, Маркиан Семёнович (1811—1843) — украинский общественный деятель, просветитель-демократ, фольклорист, публицист и писатель, священник.